# Limnoria simulata
Limnoria simulata är en kräftdjursart som beskrevs av Menzies 1957. Limnoria simulata ingår i släktet Limnoria och familjen borrgråsuggor.
Artens utbredningsområde är Mexikanska golfen. Inga underarter finns listade i Catalogue of Life.